# Edvin Kanka Ćudić
Edvin Kanka Ćudić (ur. 1988 w Brczku, Bośnia i Hercegowina, SFR Jugosławia) – bośniacki obrońca praw człowieka, mistrz sztuk walk (Aikido, Jujutsu, Judo), dziennikarz i politolog. Najbardziej znany jest jako lider UDIK, organizacji prowadzącej kampanie na rzecz praw człowieka i pojednania w krajach dawnej Jugosławii.
UDIK lub Stowarzyszenie Badań Społecznych i Komunikacji (bośniacki: Udruženje za društvena istraživanja i komunikacije) to regionalna organizacja pozarządowa w Bośni, z biurami w Sarajewie i Brczko. Została założona w 2013 r. przez Edvina Kankę Ćudića, którego celem było zbieranie dokumentów i danych dotyczących ludobójstwa, zbrodni wojennych i naruszeń praw człowieka w Bośni i Hercegowinie oraz w byłej Jugosławii.
W 2017 roku był zaangażowany w podpisywanie deklaracji o wspólnym języku Serbii, Czarnogóry, Chorwacji i Bośni i Hercegowiny, dokumentu, w powstanie którego zaangażowanych było około dwustu językoznawców i pisarzy z czterech państw byłej Jugosławii. Deklaracja przedstawiona została w Sarajewie 30 marca 2017 i w ciągu 20 godzin podpisało ją ponad 2000 osób. Celem deklaracji było między innymi zwrócenie uwagi na sztuczne, wynikające z nacjonalizmów podziały i uwydatniane na siłę różnice, nadmierny i nieautentyczny puryzm. Podkreślano, że istnienie jednego, wspólnego języka nie zmienia faktu, że państwa i narody są cztery i nie ma nic wspólnego z przynależnością etniczną i poczuciem tożsamości narodowej.
Mieszka w Sarajewie.

## Twórczość
- Taj maj '92. (Ihlas, 2012, ISBN 978-9958-9079-6-8)
- Novinari o ratu u Bosni i Hercegovini (wespół z Jusuf Hafizović; UDIK  2015, ISBN 978-9926-8011-0-6)
- Političari o ratu u Bosni i Hercegovini (wespół z Jusuf Hafizović; UDIK 2015, ISBN 978-9926-8011-1-3)
- Ne u naše ime: s one strane srbijanskog režima (UDIK, 2019, ISBN 978-9926-8205-4-1)